# Bilbil zbroczony
Bilbil zbroczony, bilbil krwawnik (Pycnonotus jocosus) – gatunek ptaka z rodziny bilbili (Pycnonotidae), zamieszkujący Azję Południową i Południowo-Wschodnią oraz południowe Chiny. Został introdukowany m.in. w Australii i Ameryce Północnej.

## Systematyka
Wyróżniono kilka podgatunków P. jocosus:
- P. jocosus fuscicaudatus – zachodnie i środkowe Indie.
- P. jocosus abuensis – północno-zachodnie Indie.
- P. jocosus pyrrhotis – północne Indie i Nepal.
- P. jocosus emeria – wschodnie Indie do południowo-zachodniej Tajlandii.
- P. jocosus whistleri – Andamany.
- P. jocosus monticola – wschodnie Himalaje do północnej Mjanmy i południowych Chin.
- P. jocosus jocosus – południowo-wschodnie Chiny.
- P. jocosus hainanensis – wyspa Hajnan.
- P. jocosus pattani – południowa Mjanma i północny Półwysep Malajski przez Tajlandię i południowe Indochiny.

## Morfologia
Niewielki ptak o długim, sterczącym czubku; krótkie skrzydła zaokrąglone; nogi krótkie. Górna część tułowia brązowa, ciemniejsza na skrzydłach i ogonie; białe plamy na policzkach, za okiem małe czerwone plamki; dolna część tułowia biała, na piersi złamany brązowy kołnierz, spód ogona karmazynowy.
Długość ciała20–22 cm
Rozpiętość skrzydeł25–28 cm
Masa ciała23–42 g

## Zasięg występowania
Indie, wyspy Andamanów, Nepal, południowe Chiny i Azja Południowo-Wschodnia. Wprowadzony m.in. do Nowej Południowej Walii w Australii, na Nikobary i Mauritius.

## Ekologia i zachowanie

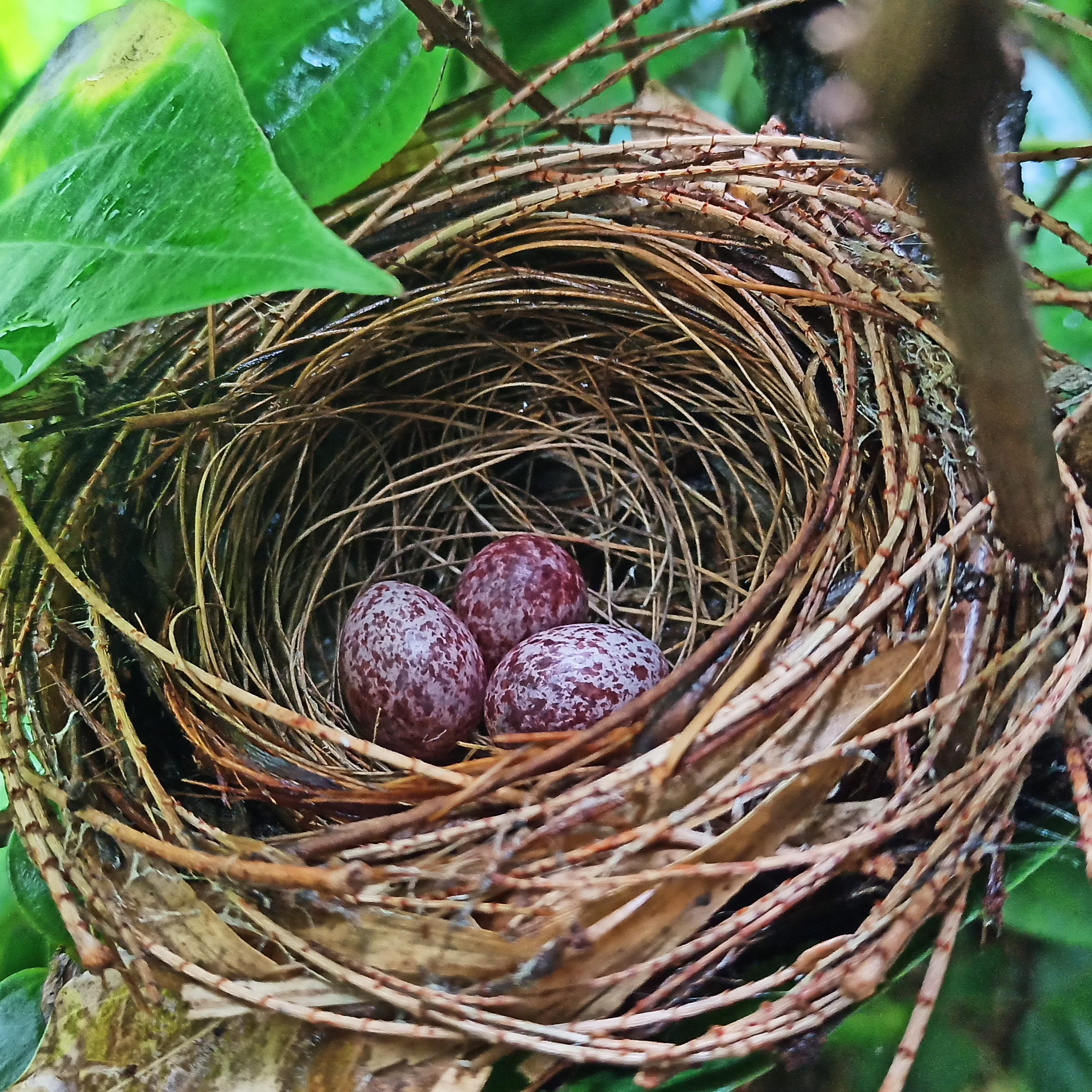
Gniazdo z jajami

ŚrodowiskoŻyje w strefie klimatu ciepłego. Najczęściej można go spotkać w pobliżu plantacji, w ogrodach, na terenach otwartych porośniętych krzewami i zaroślami lub też lekko zadrzewionych.
PożywienieOwoce i pąki, okazjonalnie nektar kwiatów, pajęczaki i mrówki.
ZachowanieProwadzi osiadły tryb życia. Jest to ptak towarzyski oraz hałaśliwy. Osobniki cały czas porozumiewają się za pomocą głosu. 
 Grupa do pięciu osobników trzyma się razem, przelatując między drzewami i krzewami, gdzie poszukują pokarmu.
RozmnażanieOkres godowy trwa od stycznia do sierpnia i wtedy samce wykonują krótkie pieśni, które informują o zajęciu terytorium przez ptaka i jednocześnie wabi samicę. W tym okresie samiec jest agresywny i nie toleruje obecności innych samców w swoim rewirze. W krzakach lub na niewysokich drzewach buduje gniazdo w kształcie filiżanki z patyków, łodyg, traw i innych kawałków roślin, wyściela je delikatniejszą trawą lub korzonkami. Samica składa 2–4 jasnoróżowe, obficie nakrapiane ciemnobrązowo, czarno lub szaro jaja, które są wysiadywane przez oboje rodziców przez 12–14 dni. Po 14–18 dniach od wyklucia młode opuszczają gniazdo, lecz są cały czas są dokarmiane przez rodziców. Po ukończeniu trzeciego tygodnia życia potrafią już latać. W okresie rozrodczym wyprowadzane są 2–3 lęgi.

## Status
Międzynarodowa Unia Ochrony Przyrody (IUCN) uznaje bilbila zbroczonego za gatunek najmniejszej troski (LC – least concern) nieprzerwanie od 1988 roku. Liczebność populacji nie została oszacowana, aczkolwiek ptak ten opisywany jest jako pospolity w wielu rejonach, w południowych i zachodnich Indiach bardzo liczny. Trend liczebności populacji uznaje się za spadkowy.
W latach 2012–2014 przeprowadzono udany program likwidacji introdukowanej populacji tego ptaka na wyspie Assumption na Seszelach, uznany on bowiem został za gatunek inwazyjny, zagrażający miejscowym ptakom, zwłaszcza tym na pobliskim atolu Aldabra wpisanym na listę światowego dziedzictwa UNESCO.